# Säkerhetsbrytare
Säkerhetsbrytare är en handmanövrerad strömbrytare med låsanordning och lägesindikering. Säkerhetsbrytare används för att frånskilja en del av en elektrisk anläggning när ett arbete ska utföras på anläggningsdelen. Syftet är att förhindra oavsiktlig inkoppling vilket skulle kunna innebära fara för personen som utför arbetet. 
Benämns ibland felaktigt för Arbetsbrytare.